# Hugonia penicillanthemum
Hugonia penicillanthemum är en linväxtart som beskrevs av Henri Ernest Baillon, Panch. och Sebert. Hugonia penicillanthemum ingår i släktet Hugonia och familjen linväxter. Inga underarter finns listade i Catalogue of Life.